# San Juan del Río, Sonora
San Juan del Río är en ort i Mexiko.   Den ligger i kommunen Villa Hidalgo och delstaten Sonora, i den nordvästra delen av landet, 1 600 km nordväst om huvudstaden Mexico City. San Juan del Río ligger 681 meter över havet och antalet invånare är 361.
Terrängen runt San Juan del Río är huvudsakligen kuperad, men den allra närmaste omgivningen är platt. San Juan del Río ligger nere i en dal. Runt San Juan del Río är det mycket glesbefolkat, med 2 invånare per kvadratkilometer. Det finns inga andra samhällen i närheten. Omgivningarna runt San Juan del Río är i huvudsak ett öppet busklandskap.